# Herb powiatu gryfińskiego
Herb powiatu gryfińskiego – jeden z symboli powiatu gryfińskiego, ustanowiony 28 marca 2001.

## Wygląd i symbolika
Herb przedstawia na tarczy dzielonej w literę „T” w polu pierwszym srebrnym czerwonego gryfa, w polu drugim błękitnym złotą koronę, a w polu trzecim srebrnym błękitną belkę falistą w pas. Gryf nawiązuje do księstwa pomorskiego i postaci Eryka I, korona pochodzi z herbu Chojny i symbolizuje Brandenburgię, natomiast linia falista to symbol Odry.